# Luke Dimech
Luke Anthony Dimech, né le 11 janvier 1977 à Floriana à Malte, est un footballeur international maltais, qui évoluait au poste de défenseur central.

## Biographie

### Sélection
Luke Dimech est convoqué pour la première fois par le sélectionneur national Josif Ilić pour un match amical face à l'Islande le 28 avril 1999 (défaite 2-1). Le 30 avril 2003, il marque son premier but en équipe de Malte lors d'un match des éliminatoires de l'Euro 2004 face à Chypre (défaite 2-1).
Lorsque John Buttigieg reprend l'équipe nationale maltaise en 2009, il y a apparemment une sorte de désaccord sur la coiffure de Dimech, conduisant Dimech à être exclu de l'équipe. Plus tard durant la saison, il prend officiellement pris sa retraite internationale. En 2012, il sort de sa retraite internationale car il est rappelé par le sélectionneur Pietro Ghedin pour jouer à nouveau avec l'équipe nationale.
Il compte 79 sélections et 1 but avec l'équipe de Malte depuis 1999.

## Palmarès
Sliema Wanderers
- Champion de Malte en 1996.
- Vainqueur de la Coupe de Malte en 2000.
- Vainqueur de la Supercoupe de Malte en 1996 et 2000.

 Birkirkara FC
- Vainqueur de la Coupe de Malte en 2003.

 Marsaxlokk FC
- - Champion de Malte en 2007.

 Valletta FC
- Champion de Malte en 2014.
- Vainqueur de la Coupe de Malte en 2010 et 2014.
- Vainqueur de la Supercoupe de Malte en 2008.

## Statistiques

### Buts en sélection
Le tableau suivant liste tous les buts inscrits par Luke Dimech avec l'équipe de Malte.